# Grigorij Potjomkin
Fyrst Grigorij Aleksandrovitj Potjomkin-Tavritjeskij (russisk: князь Григо́рий Алекса́ндрович Потёмкин-Таври́ческий) (11. oktober 1739 – 16. oktober 1791) var en russisk feltherre, statsmand og adelsmand, der var den russiske kejserinde Katarina den Stores favorit og rådgiver.

## Biografi
Potjomkin blev født ind i en familie af adelige godsejere. Han tiltrak sig først Katarina den Stores gunst, da han hjalp med hendes kup i 1762, og udmærkede sig derefter som militær leder i den russisk-tyrkiske krig (1768-1774). Han blev Katarinas elsker, favorit og muligvis også hendes ægtefælle. Efter at deres kærlighedsforhold var afkølet, forblev han hendes livslange ven og foretrukne statsmand. Han var både storadmiral og leder af hele Ruslands land- og irregulære styrker. Blandt Potjomkins militære resultater var Ruslands annektering af Krim-khanatet i 1783 og den vellykkede anden russisk-tyrkiske krig (1787-1792) .
I 1775 blev Potjomkin udnævnt til generalguvernør i Ruslands nyerobrede sydlige provinser. Som enevældig hersker arbejdede han på at kolonisere området og handlede kontroversielt brutalt mod kosakkerne, der boede der. Han grundlagde byerne Kherson, Nikolajev (i dag: Mykolajiv), Sevastopol og Jekaterinoslav (i dag: Dnipro). Havne i området blev baser for Sortehavsflåden.
Potjomkin var kendt for sin kærlighed til kvinder, hasardspil og materiel rigdom. Han tog initiativ til opførelsen af mange historisk betydningsfulde bygninger, herunder Det Tauriske Palads i Sankt Petersborg. Han døde i 1791 under forhandlingerne om Jassytraktaten, der afsluttede Den russisk-tyrkiske krig (1787-1792).

## Eftermæle
- Potjomkins navn er forbundet med de sandsynligvis mytiske potemkinkulisser, en list der involverede opførelsen af malede facader, som på afstand skulle efterligne rigtige landsbyer, fulde af glade, velnærede mennesker, med det formål at imponere kejserinden og hendes besøgende gæster under en rejse gennem det nyligt annekterede Krim. I dag bruges udtrykket om noget, der skal syne af mere, end det er.[4]

- Arven fra Potjomkin er centralt for dem i Rusland, der har til hensigt at genoprette landets tidligere udstrækning. Ruslands præsident Vladimir Putin støttede sig i stor udstrækning på arven fra Potjomkin for at retfærdiggøre Ruslands annektering af Krim i 2014.[5] Under Ruslands invasion af Ukraine i 2022 meddelte russiske embedsmænd, at hans jordiske rester er blevet taget fra hans grav i Sankt Katarina-katedralen i Kherson og transporteret til Rusland.[5]

## Eksterne links
- Wikimedia Commons har flere filer relateret til Grigorij Potjomkin
- Douglas Smith, Love and Conquest: Personal Correspondence of Catherine the Great and Prince Grigory Potemkin